# Reino de Hannover
El Reino de Hanóver (en alemán: Königreich Hannover) fue una entidad soberana situada en la parte septentrional de Alemania durante la mitad del siglo xix. Su centro fue la ciudad de Hanóver, cuya denominación adoptó.

## Historia

### Orígenes
El principado de Calenberg, una división territorial del ducado de Brunswick-Luneburgo, fue creado en 1432 como una entidad soberana. La división de los territorios entre los hijos de un soberano, característica del feudalismo, fue una práctica habitual en el Sacro Imperio Romano Germánico y encontramos un ejemplo paradigmático en el ducado de Sajonia-Lauenburgo. Desde el año 1584 hasta 1632, Callenberg formó parte del ducado de Brunswick-Wolfenbüttel y posteriormente adquirió de nuevo la independencia bajo la denominación de ducado de Hannover. 
En 1692 Hannover adquirió el rango de electorado. El electorado de Hanóver tenía el privilegio de elegir al titular del Sacro Imperio Romano Germánico junto con Prusia, Bohemia, el Palatinado, Sajonia y los electorados arzobispales de Maguncia, Tréveris y Colonia. 
A raíz de la muerte sin descendencia de la reina Ana de Gran Bretaña en 1714, el elector de Hannover se convirtió en rey de Gran Bretaña bajo el nombre de Jorge I. Desde este momento y hasta 1837, los intereses de Hannover y de Gran Bretaña caminaron conjuntamente bajo una unión dinástica, si bien el Parlamento de Westminster se aseguró de que ningún contingente británico fuera utilizado para defender los intereses del electorado. 
A lo largo del siglo xviii la influencia de la casa de Hannover creció en Alemania. En 1705 recibió el principado de Luneburgo y en 1719 los territorios suecos de Bremen y Verden. Finalmente en el año 1803, a raíz de la secularización de territorios bajo dominio eclesiástico, recibió el principado-obispado de Osnabrück. 
En junio de 1803 el electorado fue ocupado militarmente por el Imperio francés, que lo incorporaría al Reino de Westfalia en 1807. El Ejército de Hannover fue disuelto, pero muchos soldados emigraron al Reino Unido, donde se creó una división hanoveriana en el Ejército británico.

### Restauración y creación del Reino

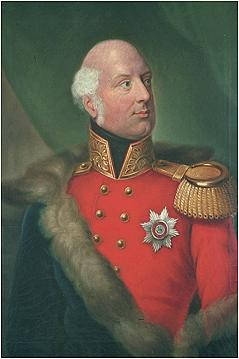
Adolfo de Cambridge, regente desde 1816 hasta 1837

A finales de 1813 el electorado fue restaurado y, en el Congreso de Viena (1814-15), las potencias europeas acordaron que fuese elevado a la condición de reino. Además, Hannover aumentó considerablemente en territorio adquiriendo el principado episcopal de Hildesheim, el condado de Frisia Oriental, la parte septentrional del principado episcopal de Münster y parte del condado de Lingen. El nuevo reino expandido se convirtió en el cuarto estado más grande en la recién creada Confederación Germánica (detrás del Reino de Prusia, la parte incluida del Imperio austríaco y el Reino de Baviera) y el segundo más grande en el norte de Alemania.

### Periodo de unión personal con Gran Bretaña

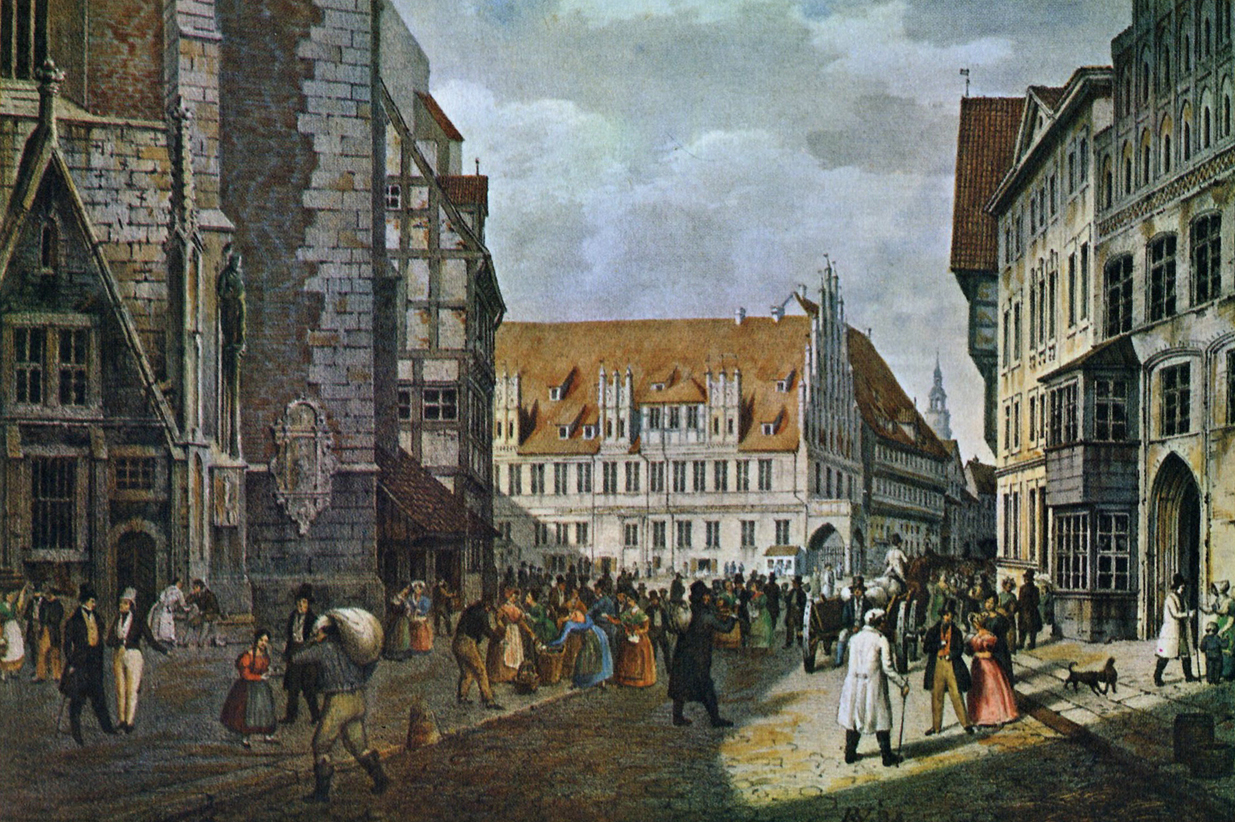
Litografía de la plaza del mercado de Hannover, por Rudolf Wiegmann, 1834

La administración funcional de Hanóver solía ser manejada por un virrey, el hijo más joven superviviente de Jorge III, Adolfo de Cambridge, que gobernó durante los últimos años del reinado de Jorge III y los reinados de los reyes Jorge IV y Guillermo IV desde 1816 a 1837.
En 1819, bajo el mandato de Adolfo, se otorgó una carta constitucional y se introdujo un parlamento bicameral. Al unirse a la Confederación Alemana, Hanóver se había comprometido, de conformidad con el artículo 13 de la Ley Federal Alemana, a otorgarse una denominada «constitución estatal». Con la Constitución del 7 de diciembre de 1819 se cumplió esta obligación y se creó la asamblea del reino de Hannover. 
La Asamblea Estatal constaba de dos cámaras. En la primera cámara estaban representados los nobles terratenientes y los representantes de la Iglesia. Las ciudades fueron representadas en la segunda cámara. La Asamblea Estatal tenía el derecho de otorgar (o rechazar) impuestos y debía ser consultada al aprobar las leyes. La soberanía y el derecho a legislar (o cambiar la constitución) recaen en el rey.
En una reforma estatal de 1833, se otorgaron derechos limitados al Parlamento y al pueblo. La primera cámara de la Asamblea de Estados pidió al Gobierno en 1831 que el rey emitiera una nueva constitución y dejara que la Asamblea de Estados asistiera al consejo. Pero solo bajo la impresión de la Revolución francesa de julio de 1830 y la confusión asociada en Alemania, el rey Guillermo IV emitió una nueva constitución el 26 de septiembre de 1833, la Ley Fundamental del Reino de Hannover.
En realidad, se trataba de una carta otorgada, sin referencia ninguna a la soberanía nacional. Como recoge el artículo 6, el rey reunía «todos los poderes del Estado» y su persona era «sagrada e inviolable». Asimismo, en virtud del artículo 7 detentaba todas las atribuciones en política exterior y diplomacia, así como en política interior, donde «todos los poderes de gobierno en el interior emanan del Rey» (art. 8), incluida la jurisdicción (art. 9).
Después de 1833, bajo el reinado de Guillermo IV entró en vigor una ley estatal liberal y se facilitaron los movimientos de reforma. Por leyes de reforma de cultivo de 1831/1833 y 1842, se sustituyeron los impuestos reales de los agricultores. La eliminación de los aranceles relacionados con el comercio tuvo un efecto positivo en la lenta industrialización.
En 1837, al acceder la reina Victoria al trono británico, con el mantenimiento de la ley sálica en el territorio hanoveriano, el reino alemán tuvo un monarca diferente a Gran Bretaña por primera vez en más de cien años. El primer monarca de esta etapa fue Ernesto Augusto I, duque de Cumberland, que era el tío de la nueva reina.

### Reinado de Ernesto Augusto I

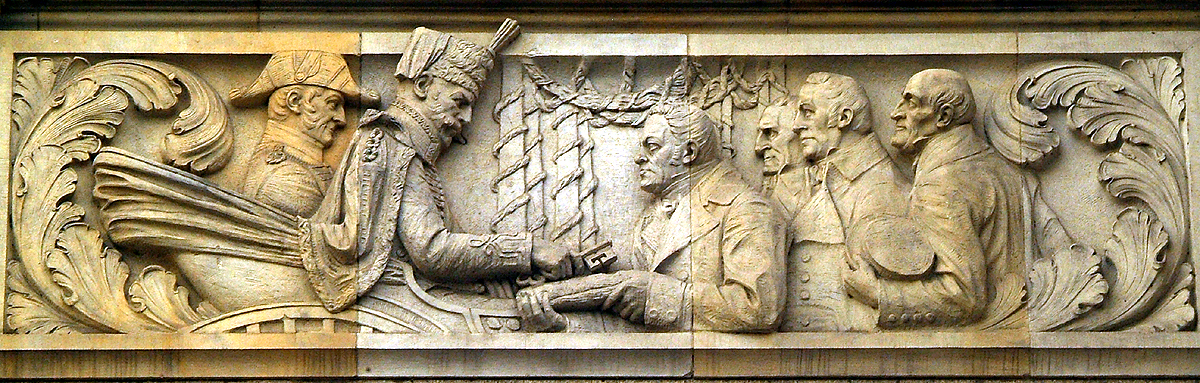
Después del final de la unión personal entre Gran Bretaña y Hannover en 1837, el rey Ernesto Augusto se mudó a Hannover. El director de la ciudad Wilhelm Rumann (a la derecha del centro de la imagen) le entrega simbólicamente las llaves de Hannover.

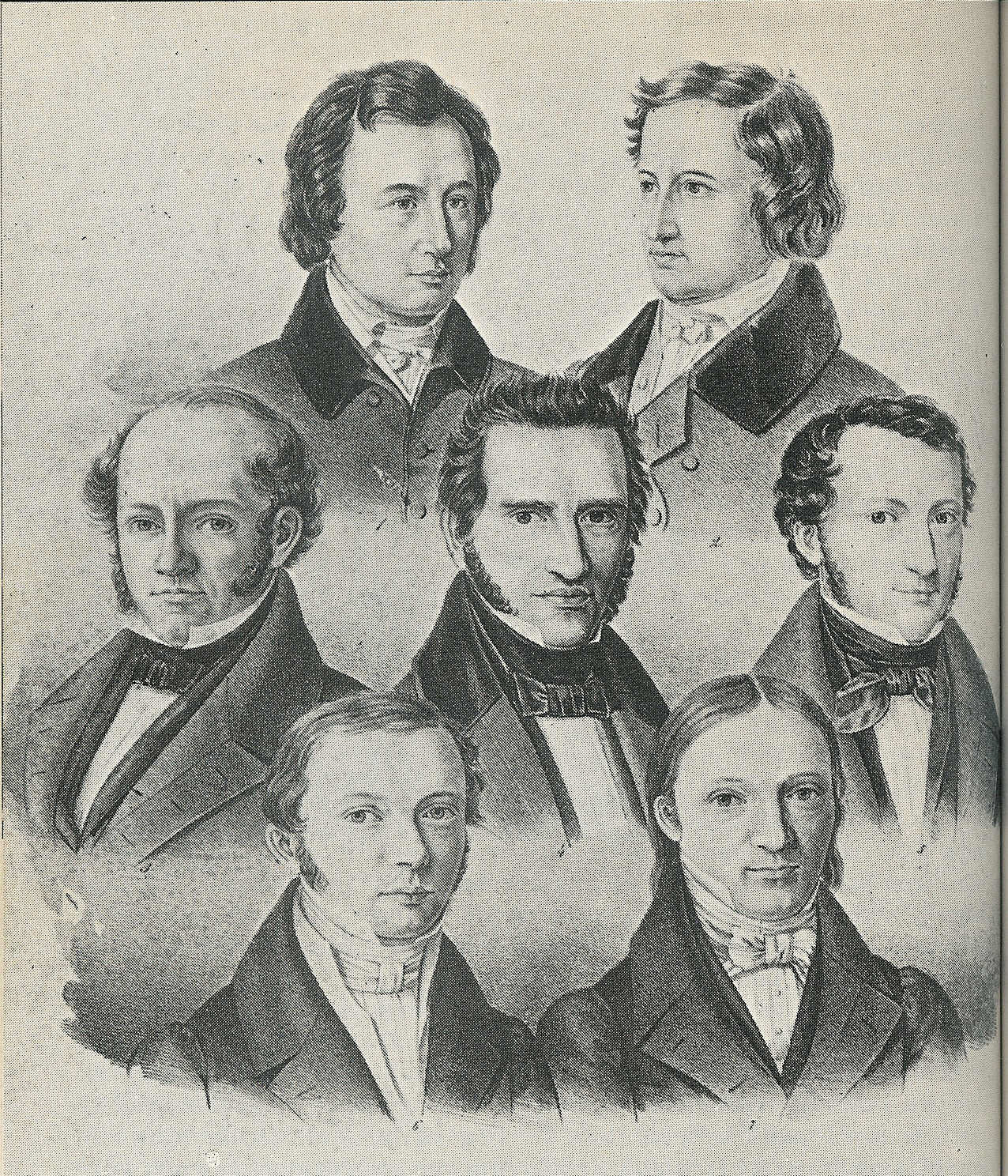
Los siete de Gotinga

Inmediatamente después de su llegada a Hannover, el rey disolvió el Parlamento que había sido convocado bajo la Ley Fundamental en disputa. El 5 de julio proclamó su suspensión, con base en que no se había solicitado su consentimiento ni satisfacía las necesidades del reino. El 1 de noviembre de 1837 el rey emitió una patente que declaraba nula la Ley Fundamental, pero respetando todas las leyes aprobadas. Hannover se volvía a regir por la antigua Constitución absolutista de 1819. 
Al llevar a efecto esta patente de disolución, el gabinete exigió a todos los funcionarios (incluidos los profesores de la Universidad de Gotinga) que renovaran sus juramentos de lealtad al rey. Siete profesores (incluidos los dos hermanos Grimm) se negaron a hacer los juramentos y agitaron a los demás para protestar contra la medida. Como no hicieron los juramentos, los siete perdieron sus posiciones y el rey expulsó a los tres más responsables (incluido Jacob Grimm) de Hannover.

Una protesta más significativa contra la revocación de la Ley Fundamental de 1833 fue la negativa de varias ciudades a nombrar diputados parlamentarios. Sin embargo, hacia 1840 se había nombrado un número suficiente de diputados para que el rey convocara al Parlamento, que se reunió durante dos semanas en agosto, aprobando una versión modificada de la Constitución de 1819, aprobando un presupuesto y enviando un voto de agradecimiento al rey. El Parlamento se reunió nuevamente el año siguiente, aprobó un presupuesto trienal y volvió a suspender la sesión.

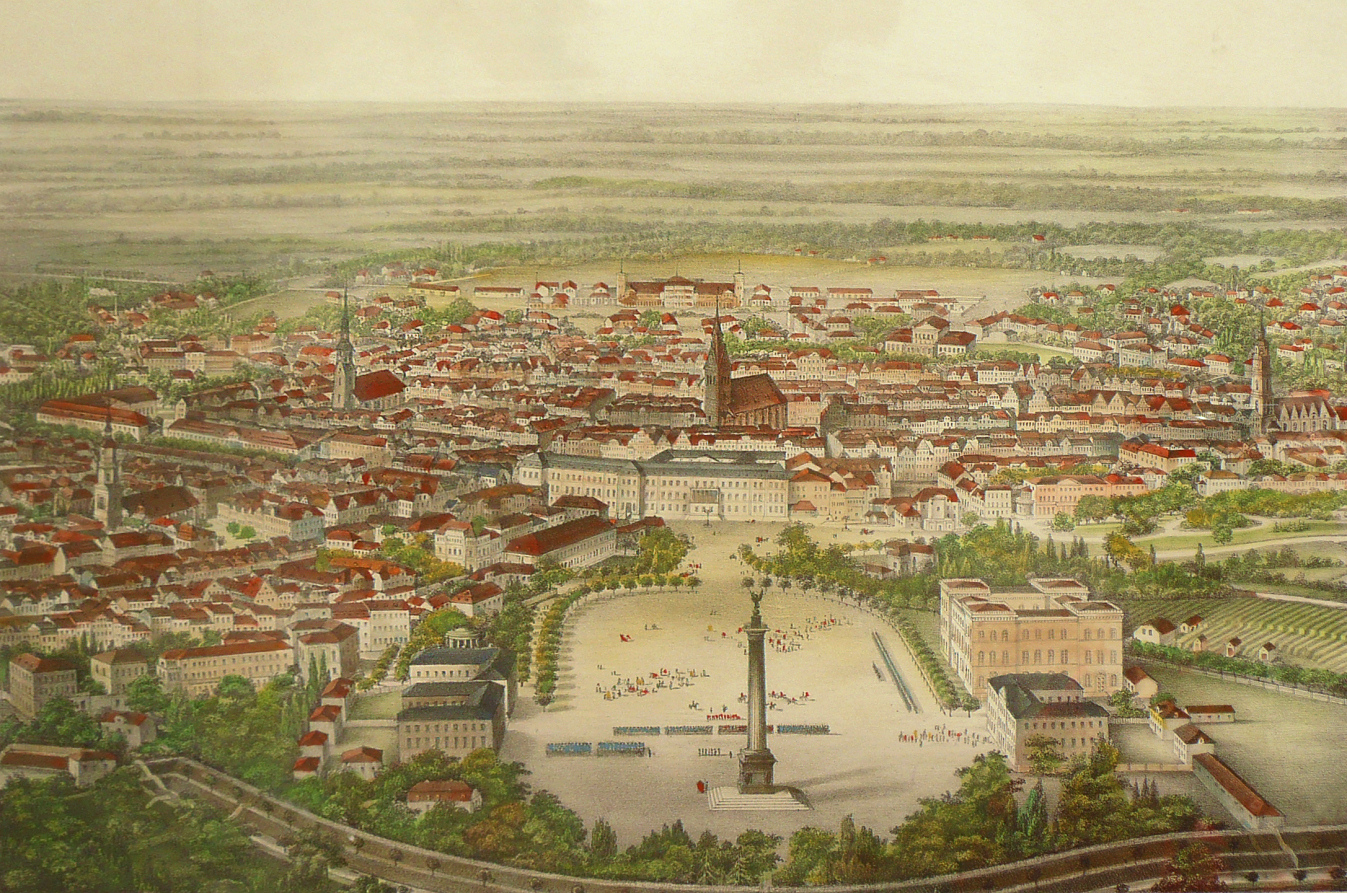
Ciudad de Hannover en 1850

En Hannover no hubo grandes episodios durante las revoluciones de 1848-49; algunos pequeños disturbios fueron sofocados por la caballería sin derramamiento de sangre. Cuando los agitadores llegaron de Berlín a fines de mayo de 1848 y hubo manifestaciones frente al palacio del rey, Ernesto envió al primer ministro. El primer ministro advirtió que, si los manifestantes formulaban cualquier demanda inapropiada sobre el rey, Ernesto empacaría sus cosas e iría a Gran Bretaña, llevándose consigo al príncipe heredero. Esto dejaría el país a merced de una Prusia expansionista y la amenaza pondría fin a la agitación. Luego, el rey otorgó una nueva constitución, algo más liberal que el documento de 1819.
Para evitar la revolución, Ernesto Augusto fue persuadido por Alexander Levin, conde de Bennigsen, para cumplir con las reformas. Nombró entonces al político liberal Johann Carl Bertram Stüve ministro del Interior y lo comisionó con la creación de una constitución contemporánea. Esta entró en vigor el 5 de septiembre de 1848. Garantizó la libertad de prensa, la libertad de reunión, la separación de la judicatura y la administración, así como la igualdad de derechos de todas las denominaciones.[cita requerida] De esta manera, el rey ganó bastante popularidad entre la gente en sus últimos años en el gobierno. El rey murió el 18 de noviembre de 1851, después de una enfermedad que duró alrededor de un mes.

### Reinado de Jorge V  y caída del reino

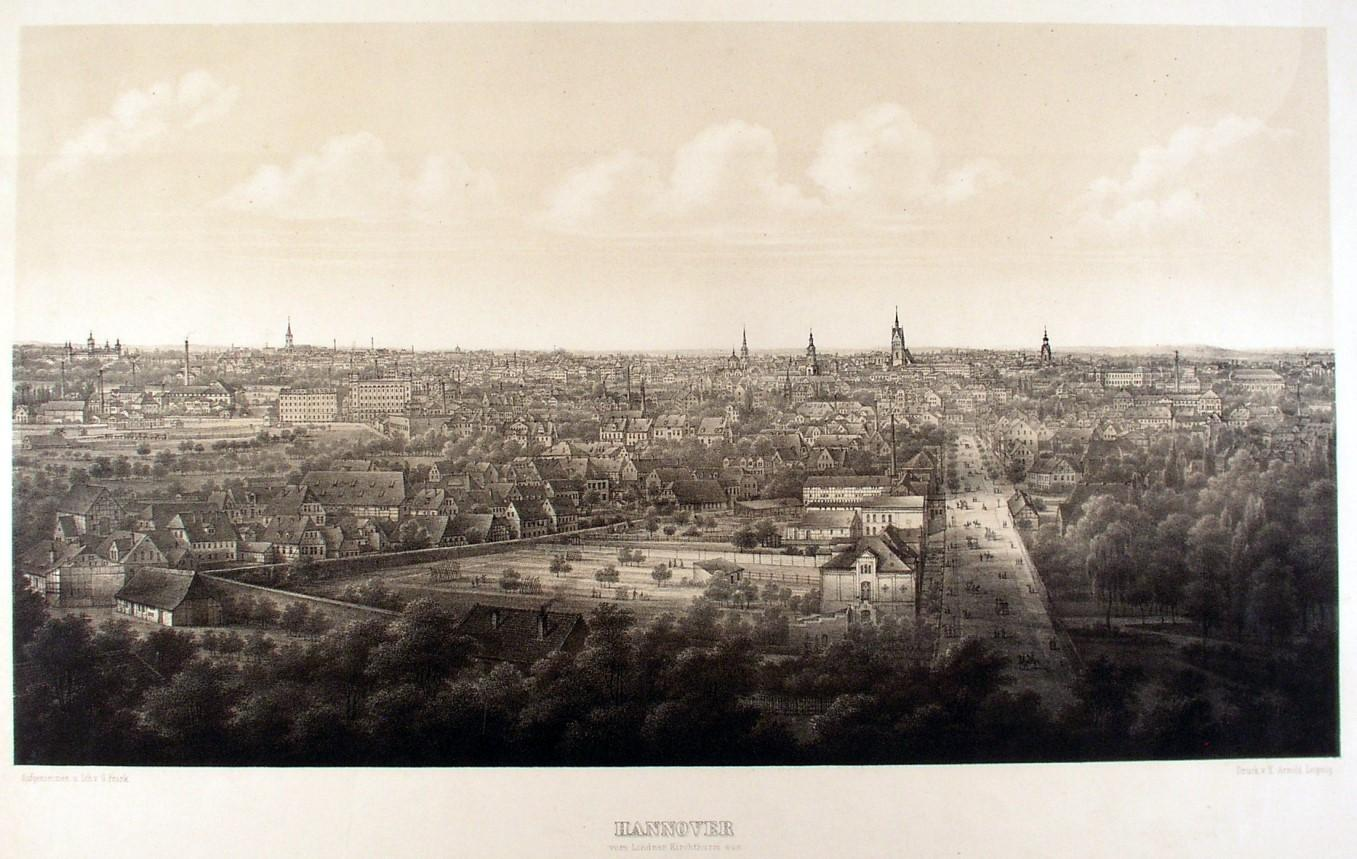

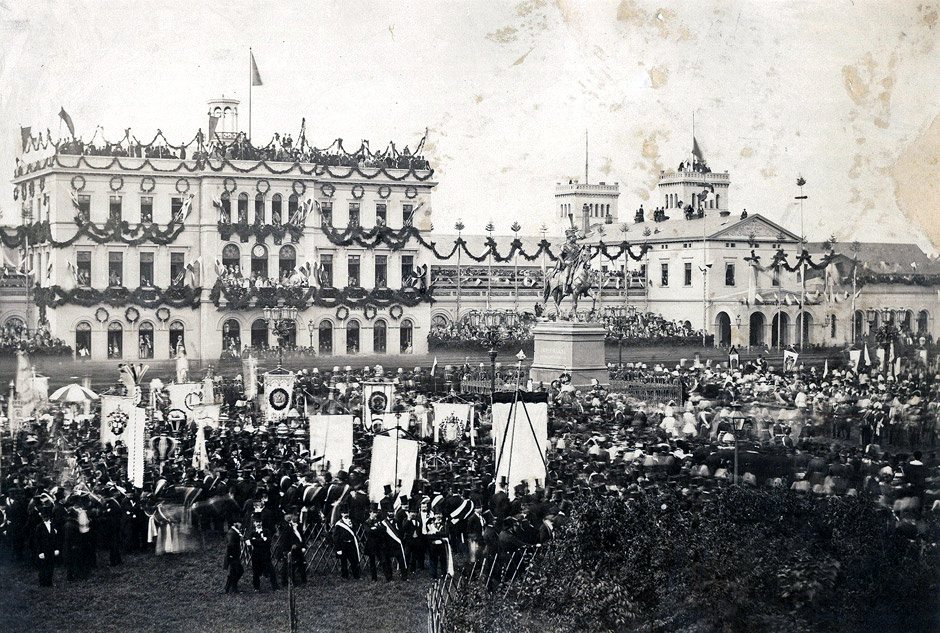
Inauguración de la estatua de Ernesto Augusto en Hannover, en 1861.

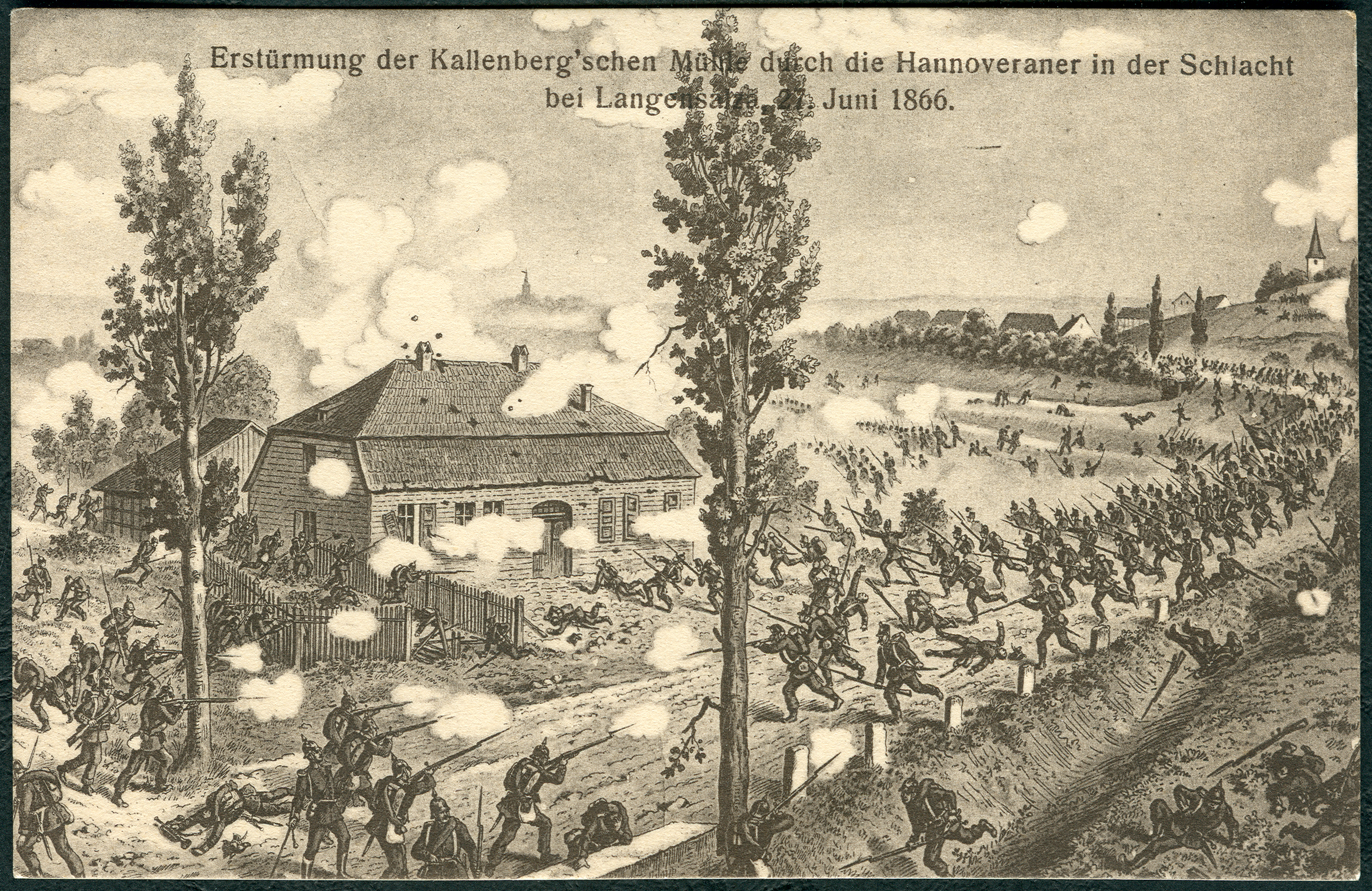
Batalla de Langensalza

El príncipe de la Corona sucedió a su padre como rey de Hannover y duque de Brunswick-Lüneburg , así como el duque de Cumberland y Teviotdale, y conde de Armagh, el 18 de noviembre de 1851, asumiendo el nombre de Jorge V. Durante su reinado de 15 años, participó en frecuentes disputas con el Parlamento de Hannover. Su visión política era la del principio monárquico para restaurar la soberanía real ante la Dieta. Su servidor y ministro, el conde Borries, incluso llegó a planear transformar el Reino de Hannover en una monarquía absolutista.
Jorge generalmente apoyaba al emperador austríaco en la Dieta de la Confederación Alemana. Cuando comenzó la guerra austro-prusiana en 1866, el Gobierno prusiano envió un despacho el 15 de junio exigiendo que las tropas de Hannover se sometieran a su autoridad o enfrentaran una guerra. A pesar de haber llegado a la conclusión de que Hannover no podía ganar un enfrentamiento armado con Prusia, el rey siguió protegiendo su trono y rechazó el ultimátum. Contrariamente a los deseos del Parlamento, Hanover se unió al bando austríaco en la guerra. 
La victoria prusiana en agosto del mismo 1866 significó la anexión del Hannover al Reino de Prusia. El rey Jorge V fue derrocado y tuvo que exiliarse en Austria. Otros territorios que sufrieron la misma suerte que Hannover fueron el landgraviato de Hesse-Kassel o la ciudad de Fráncfort del Meno. Desde 1866 y hasta 1918 fue una provincia prusiana (la provincia de Hannover) y en 1946 fue incorporado al nuevo estado federado de Baja Sajonia, con capital en Hannover. El rey depuesto nunca renunció a sus derechos al trono ni reconoció las acciones de Prusia. Desde el exilio en Gmunden, Austria, apeló en vano a las grandes potencias europeas para que interviniesen en nombre de Hannover.

## Reyes de Hannover
| Retrato | Nombre                                       | Vida                                                   | Inicio de reinado       | Fin de reinado           | Sucesión |
| ------- | -------------------------------------------- | ------------------------------------------------------ | ----------------------- | ------------------------ | --- |
|         | Jorge III en alemán: Georg III.              | 4 de junio de 1738 - 29 de enero de 1820 (edad 81)     | 12 de octubre de 1814   | 29 de enero de 1820      | Jorge III, quien ya había ejercido de príncipe soberano, estuvo mentalmente incapacitado durante estos años, y sus derechos constitucionales fueron ejercidos por su hijo Jorge Augusto Federico (el futuro Jorge IV), de acuerdo con una regencia. En Hannover, su hijo menor, el príncipe Adolfo, duque de Cambridge, ofició como virrey desde 1816. |
|         | Jorge IV en alemán: Georg IV.                | 12 de agosto de 1762 - 26 de junio de 1830 (edad 67)   | 29 de enero de 1820     | 26 de junio de 1830      | Hijo de Jorge III. Príncipe regente 1811-1820, representado en Hannover por su hermano, el duque de Cambridge, como virrey. |
|         | Guillermo IV en alemán: Wilhelm IV.          | 21 de agosto de 1765 - 20 de junio de 1837 (edad 71)   | 26 de junio de 1830     | 20 de junio de 1837      | Hermano de Jorge IV. Último monarca en regir a la vez en Hannover y el Reino Unido, representado en Hannover por su hermano, el duque de Cambridge, como virrey. |
|         | Ernesto Augusto I en alemán: Ernst August I. | 5 de junio de 1771 - 18 de noviembre de 1851 (edad 80) | 20 de junio de 1837     | 18 de noviembre de 1851  | Hermano de Guillermo IV. Su ascensión separó las coronas de Hannover y el Reino Unido, ya que esta última pasó a manos de la reina Victoria. |
|         | Jorge V en alemán: Georg V.                  | 27 de mayo de 1819 - 12 de junio de 1878 (edad 59)     | 18 de noviembre de 1851 | 20 de septiembre de 1866 | Hijo de Ernesto Augusto I. Hannover fue anexionado por Prusia como consecuencia de la guerra austro-prusiana. |

### Pretendientes al trono del Reino de Hannover
- Jorge V de Hannover
- Ernesto Augusto II
- Ernesto Augusto III de Hannover
- Ernesto Augusto IV de Hannover
- Ernesto Augusto V de Hannover

## Estandartes, enseñas y escudo de armas
Después de que la unión personal con Gran Bretaña terminara en 1837, Hanover mantuvo el estandarte y las armas británicas, presentando solamente una nueva corona.

Escudo de Hannover 1837.
Estandarte real de Hannover 1816-1837.
Estandarte real de Hannover después de 1837.[13][14]
Enseña civil de Hannover.[13][14]

## Órdenes de Caballería

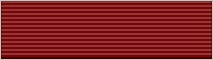
Orden de San Jorge
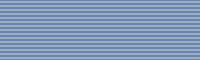
Orden Real Güélfica
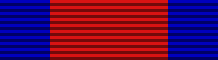
Orden de Ernesto Augusto

- Orden de San Jorge
- Orden Real Güélfica
- Orden de Ernesto Augusto

## Palacios y castillos

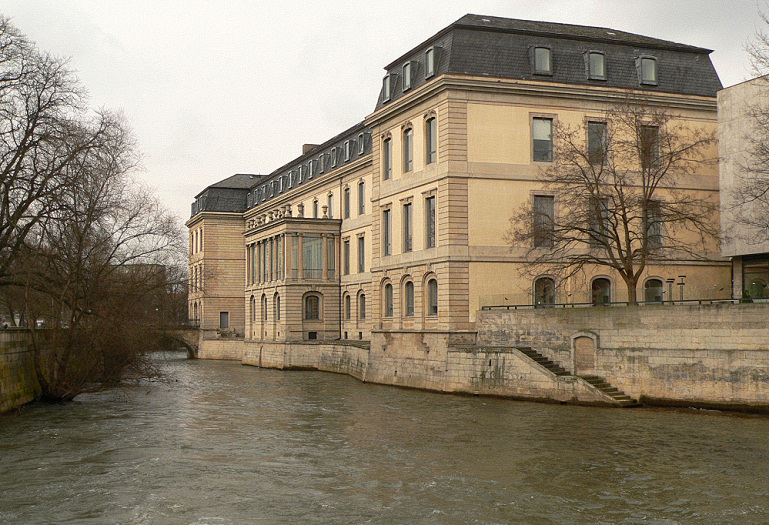
El Palacio de Leine en Hannover, residencia de los reyes de Hannover entre 1837 y 1866.
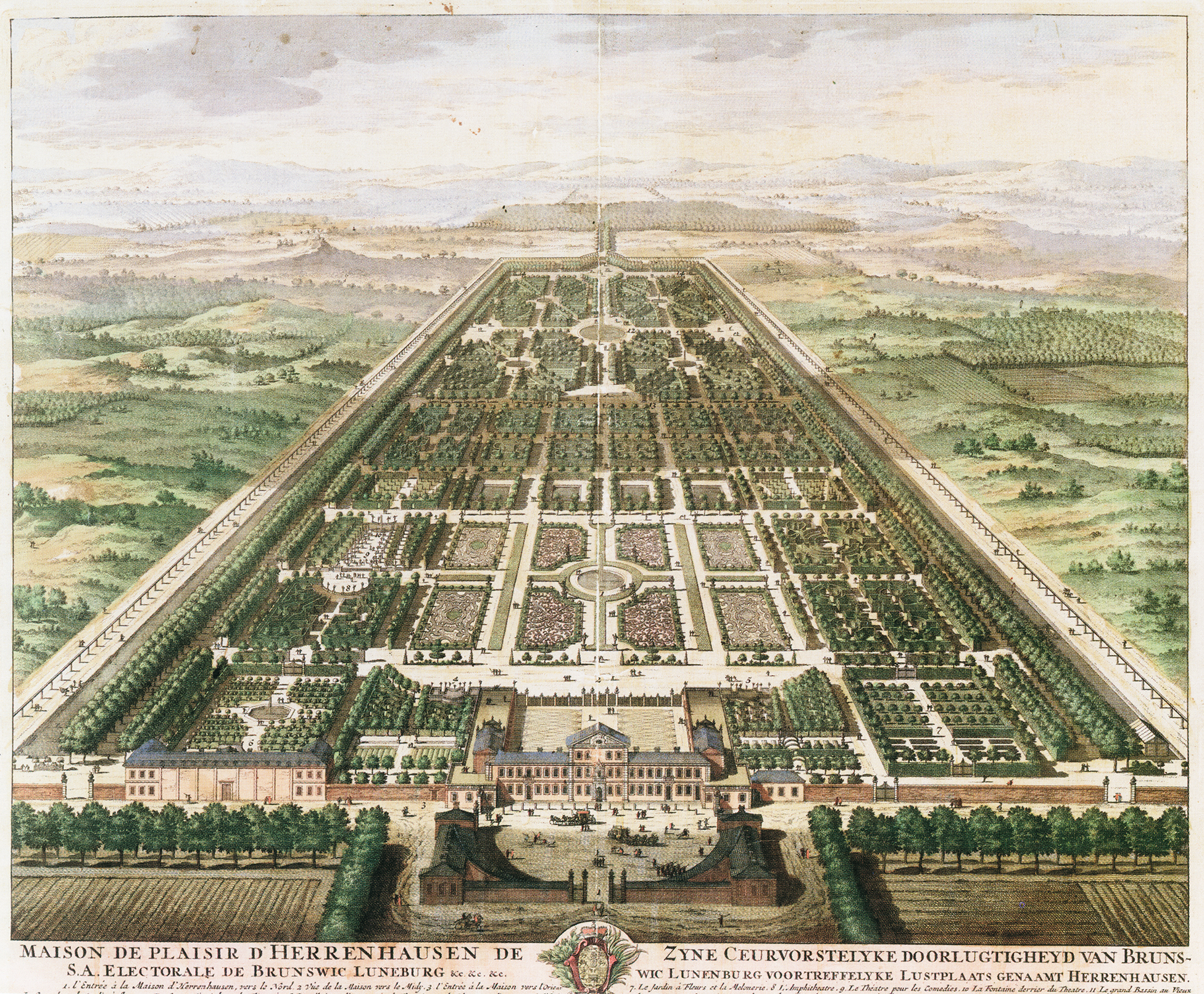
Palacio y jardines de Herrenhausen en Hannover. Residencia de verano de los reyes.
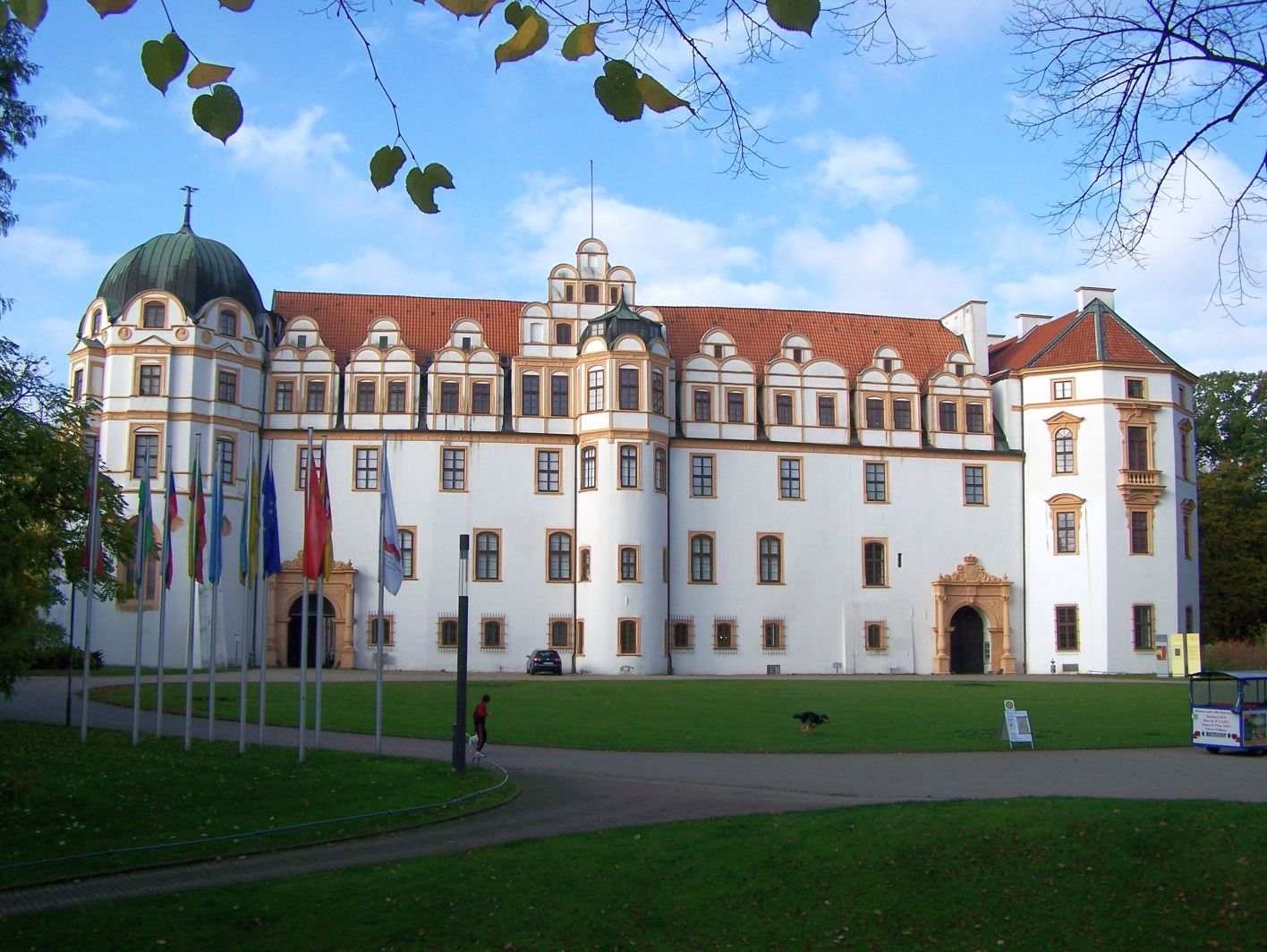
Castillo de Celle. Residencia ocasional de los monarcas.
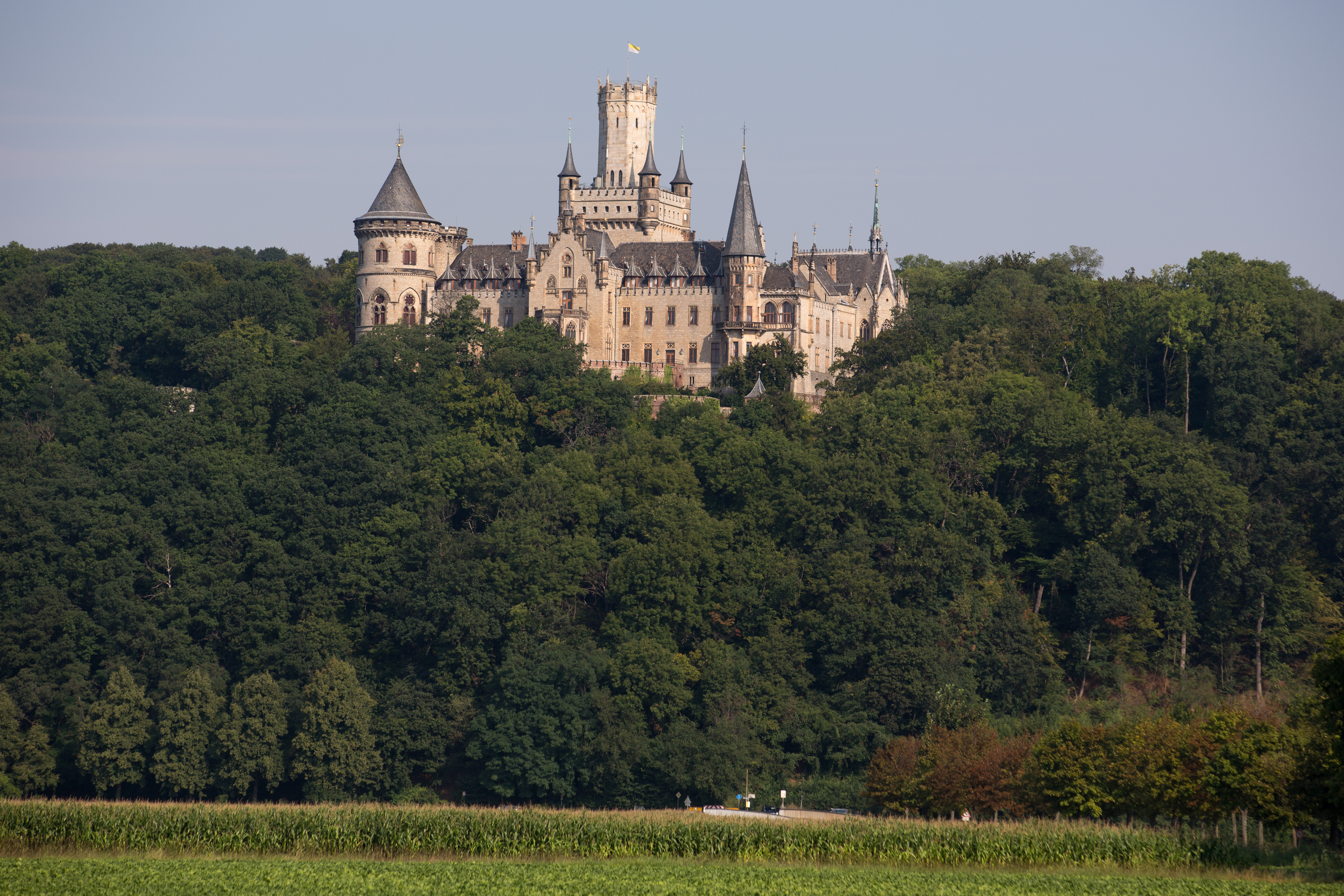
Castillo de Marienburg, sede presente de los Príncipes de Hannover

## Economía

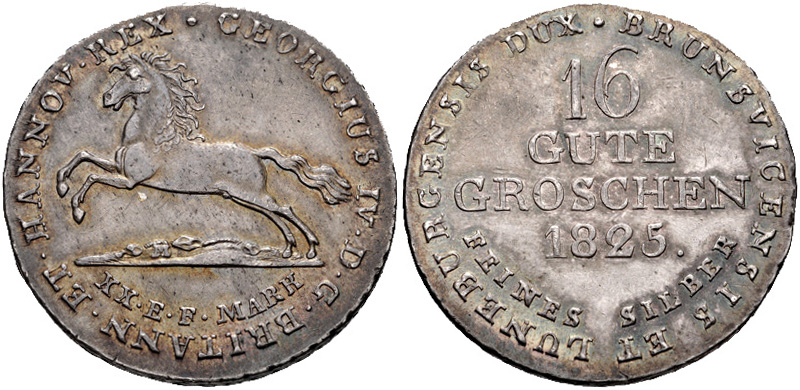
Monedas de 1825.

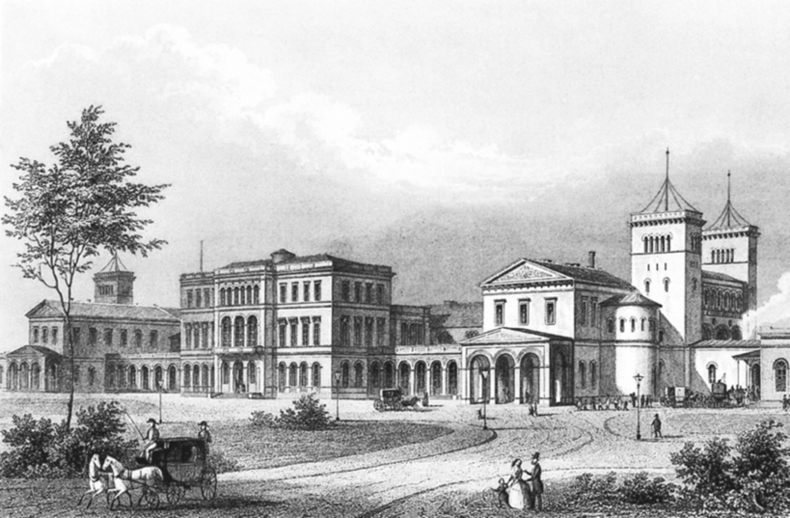
Estación central de trenes de Hannover 1850

Durante el reinado de Ernesto Augusto I, el monarca se propuso desarrollar el reino. Cuando subió al trono, la ciudad de Hannover era una urbe residencial densamente poblada, pero no se elevó al estilo grandioso de muchas capitales alemanas. Una vez que las crisis políticas de los primeros años de su reinado se habían calmado, se dispuso a remediar este estado de cosas. El apoyo de Ernesto llevó a la iluminación a gas de las calles de la ciudad de Hannover, al saneamiento actualizado y al desarrollo de un nuevo barrio residencial.
El rey apoyó una unión postal y monetaria entre los estados alemanes, pero se opuso a la unión aduanera a iniciativa de Prusia —la Zollverein—, temiendo que llevase a la dominación prusiana y al final de Hanover como estado independiente. En cambio, el rey apoyó la Steuerverein, que Hannover y otros estados alemanes occidentales habían formado en 1834. Los tratados de la Steuerverein se renovaron en 1841, pero Brunswick se retiró de ella y se unió a la Zollverein, lo que debilitó la posición de Hannover. En 1845 Brunswick, Hannover y Prusia firmaron un acuerdo comercial. En 1854 Ernesto permitió a regañadientes que Hanover se uniera a la Zollverein, aunque la entrada fue en términos favorables para el reino.

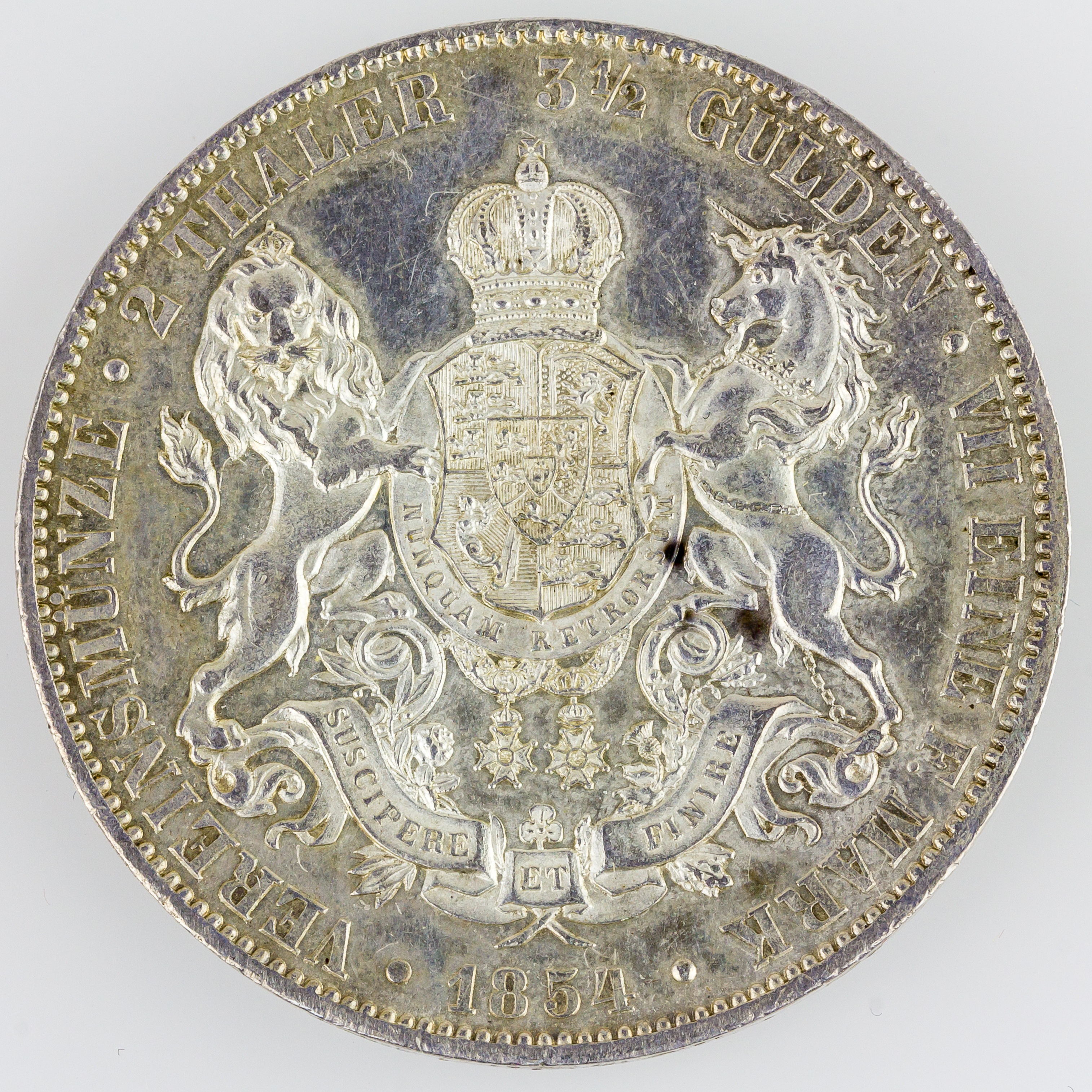
Tálero de 1854

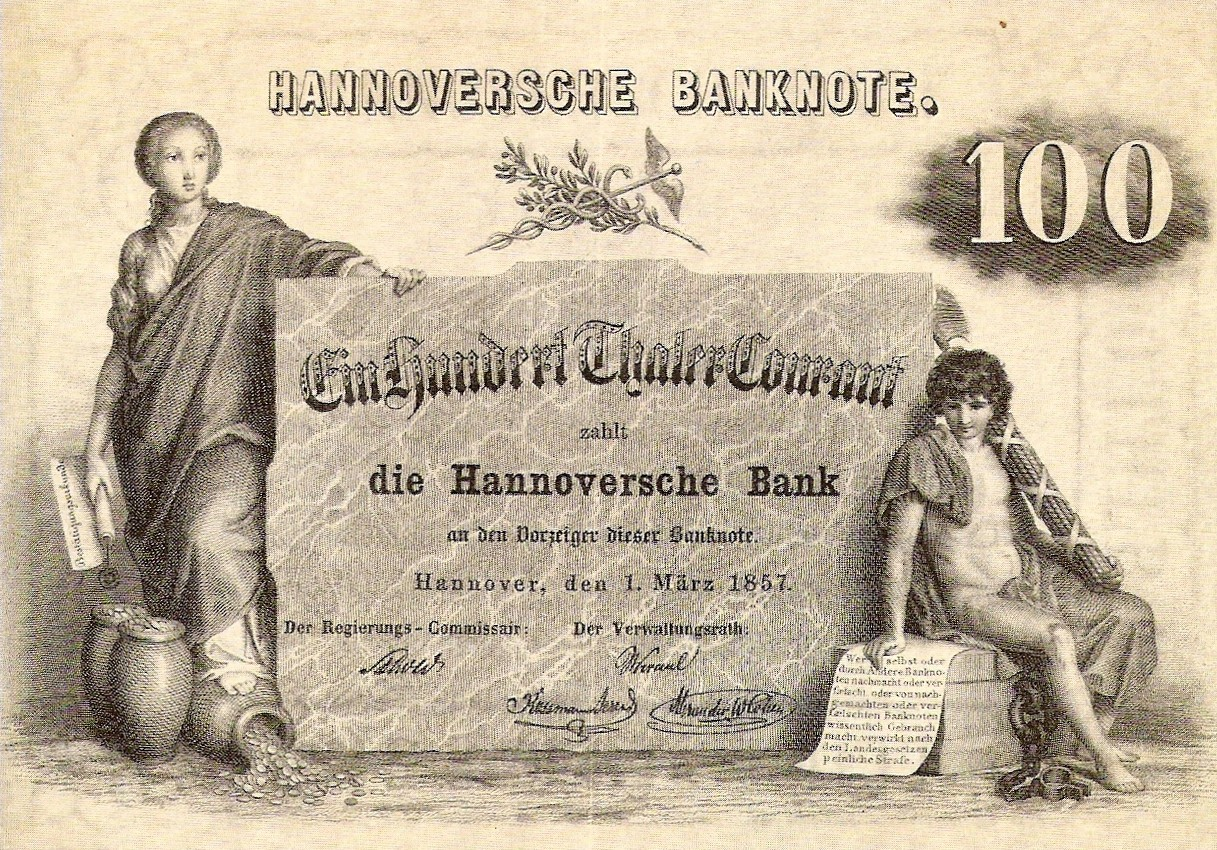
Billete de 100 táleros del Banco de Hannover de 1857.

En 1843 se creó la Dirección Real de Ferrocarriles Estatales Hannoverianos. El 22 de octubre se inauguraba la primera línea férrea del reino, que iba desde Hannover a Lehrte, como ulterior nexo con Brunswick. La conexión con el tráfico ferroviario también trajo beneficios a la industria de Hannover. La fábrica de máquinas Georg Egestorff, la posterior Hanomag, se benefició particularmente de ella y comenzó en 1846 con la construcción de locomotoras de vapor. En 1856 la fábrica tenía 660 trabajadores. En 1853 se fundó la fábrica de algodón Hannoversche Baumwollspinnerei, una de las primeras sociedades anónimas del reino, que ya en 1858 contaba con más de 1000 trabajadores.

Al igual que en los otros estados alemanes, desde principios del siglo xix se solicitaba en Hannover un banco central separado. Se suponía que el banco debía cubrir la creciente demanda de efectivo, que había sido creada por el inicio de la industrialización y la adhesión en 1854 a la Zollverein. Con la ley del Ministerio del Interior de 1847, el ayuntamiento de Hannover aprobó la emisión de billetes efectivos. Sin embargo, esto no pudo satisfacer la demanda. En 1856, por lo tanto, se fundó el Hannoversche Bank como banco privado y recibió el derecho de emitir billetes. En 1857 se emitieron billetes equivalentes a 10, 20, 50 y 100 táleros.

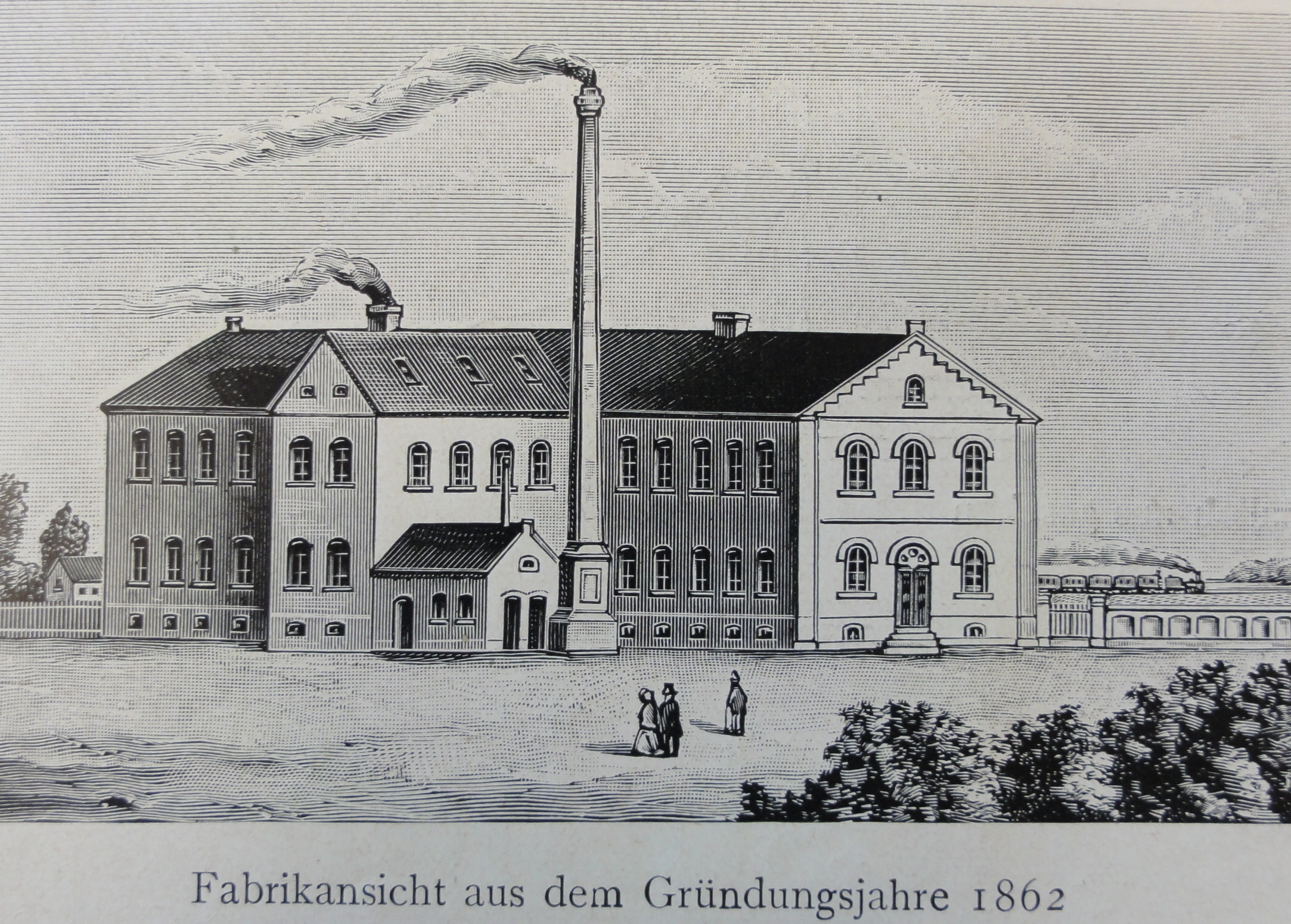
Fábrica de caucho de la Hannover Gummikamm Comp., grabado de 1862

El hijo de Ernesto, Jorge V, igualmente apoyó el desarrollo industrial. En 1856 se fundó la Georgs-Marien-Bergwerks- und Hüttenverein, que lleva su nombre y el de su esposa. La compañía erigió una fábrica de hierro y acero que le dio a la ciudad Georgsmarienhütte su nombre. En abril de 1862 se fundó la Hannoversche Gummikammfabrik, que se conoce como la fábrica de artículos de caucho más antigua de Hannover. A fines de 1862 constaba de 80 empleados y la fábrica se había convertido en una gran compañía en ese momento.

## Administración territorial

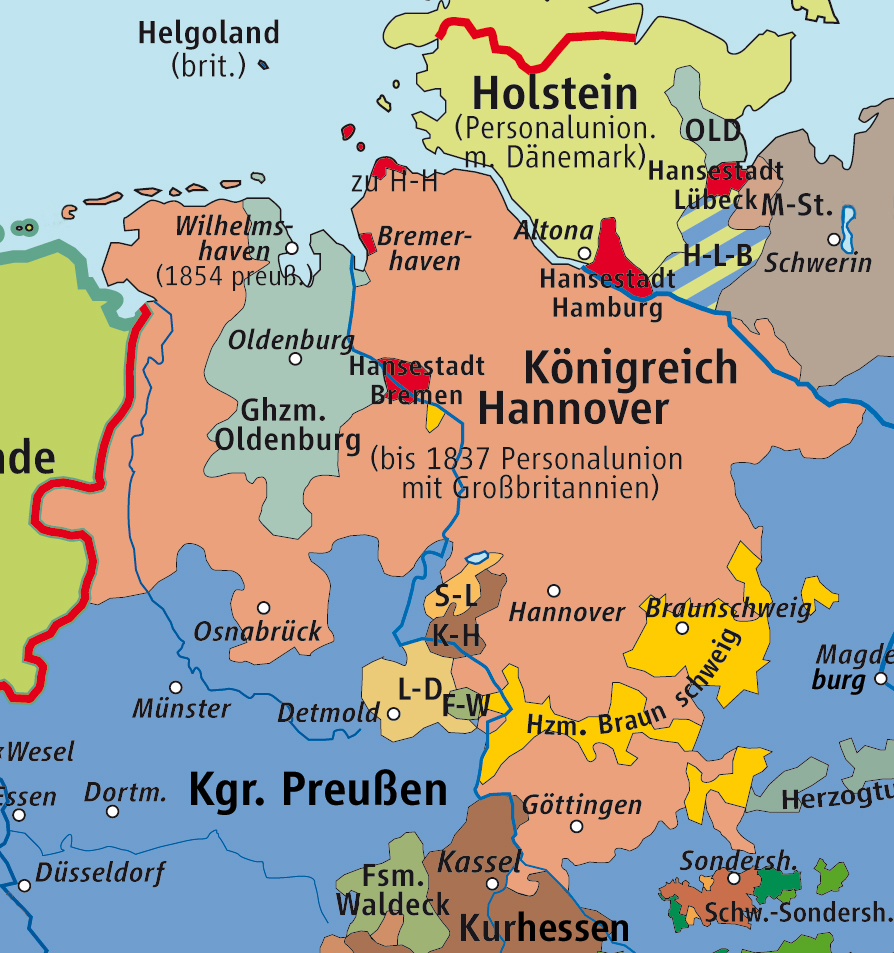
Mapa del Reino de Hannover, 1815-1866

El Congreso de Viena instituyó un ajuste territorial entre los reinos de Hannover y Prusia para formar fronteras más contiguas. Hannover aumentó sustancialmente su área, obteniendo el principado episcopal de Hildesheim, el condado de Frisia Oriental, el condado inferior de Lingen y la parte norte del principado episcopal de Münster. Hannover también se anexó territorios que anteriormente habían sido gobernados en unión personal por su elector, como el ducado de Bremen-Verden y el condado de Bentheim. Perdió partes del ducado de Sajonia-Lauenburgo al noreste del río Elba, que fue asignado en unión personal a Dinamarca, excepto el pueblo de Amt Neuhaus. También perdió otros pequeños enclaves en el este también.
El Reino de Hanover, por lo tanto, comprendió una serie de territorios que habían sido estados imperiales dentro del Sacro Imperio. Sus respectivos gobiernos, ahora llamados gobiernos provinciales, se organizaron parcialmente de acuerdo con tradiciones muy antiguas, incluyendo diferentes niveles de participación del estamento. En 1823 el reino se reorganizó territorialmente en grandes Landdrosteien, cada uno dirigido por un Landdrost. Estas unidades se subdividían en Ämter, dirigidas por su respectivo Amtmann. Las subdivisiones se mantuvieron sin cambios hasta el 1 de abril de 1885, cuando fueron reemplazados por las provincias de estilo prusiano (Regierungsbezirke) y los distritos (Kreise).

## Defensa

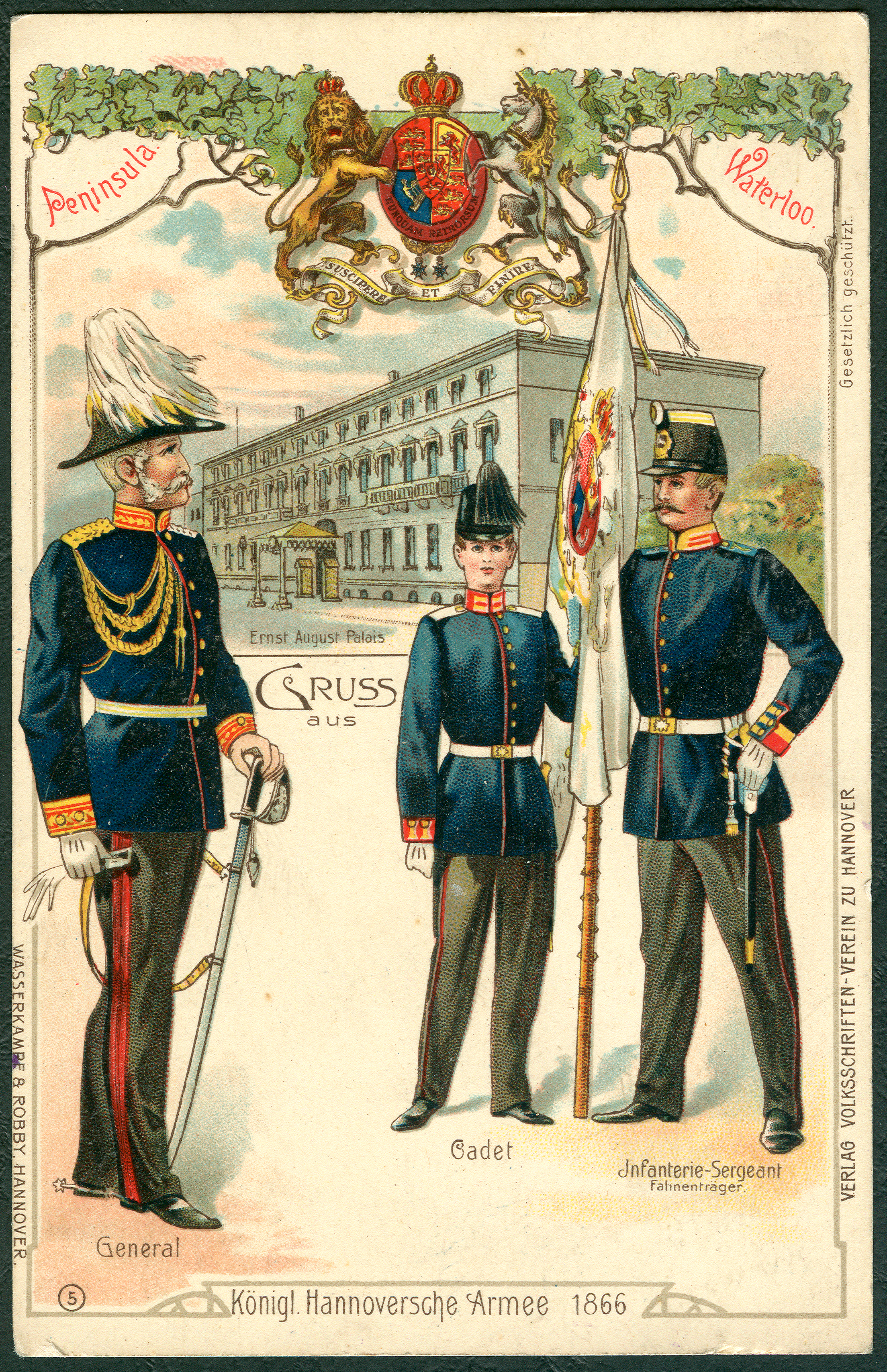
Uniformes de Hannover en 1866

El Ejército de Hannover fue primero el Ejército Electoral de Hannover y el posterior Ejército Real Hannoveriano. Los orígenes del Ejército generalmente se establecen en el año 1617 para los principados de Grubenhagen y Calenberg. Pero fue solo durante la guerra de los Treinta Años cuando se empezó a desarrollar una suerte de ejército permanente. Especialmente como parte del Ejército imperial, las tropas electorales hannoverianas lucharon en diferentes guerras, como la Gran Guerra Turca de 1685-1699 y las guerras de sucesión por los tronos español (1701-15), polaco (1734-38) y austríaco (1740-48).
En 1803, después de las derrotas en las guerras de la coalición contra la Francia napoleónica, el Ejército se disolvió. Una gran parte de los oficiales, pero también de soldados, se fueron a Gran Bretaña para seguir luchando en la Legión Alemana del Rey contra Napoleón. Una vez reinstaurado el Reino de Hannover, el Ejército se reorganizó, pero sin ser comparable al de los mayores estados alemanes. Asimismo, la decisión del último rey de involucrarse en la guerra austro-prusiana del bando austríaco llevaría a una nueva derrota y a la caída definitiva del reino.

## Religión

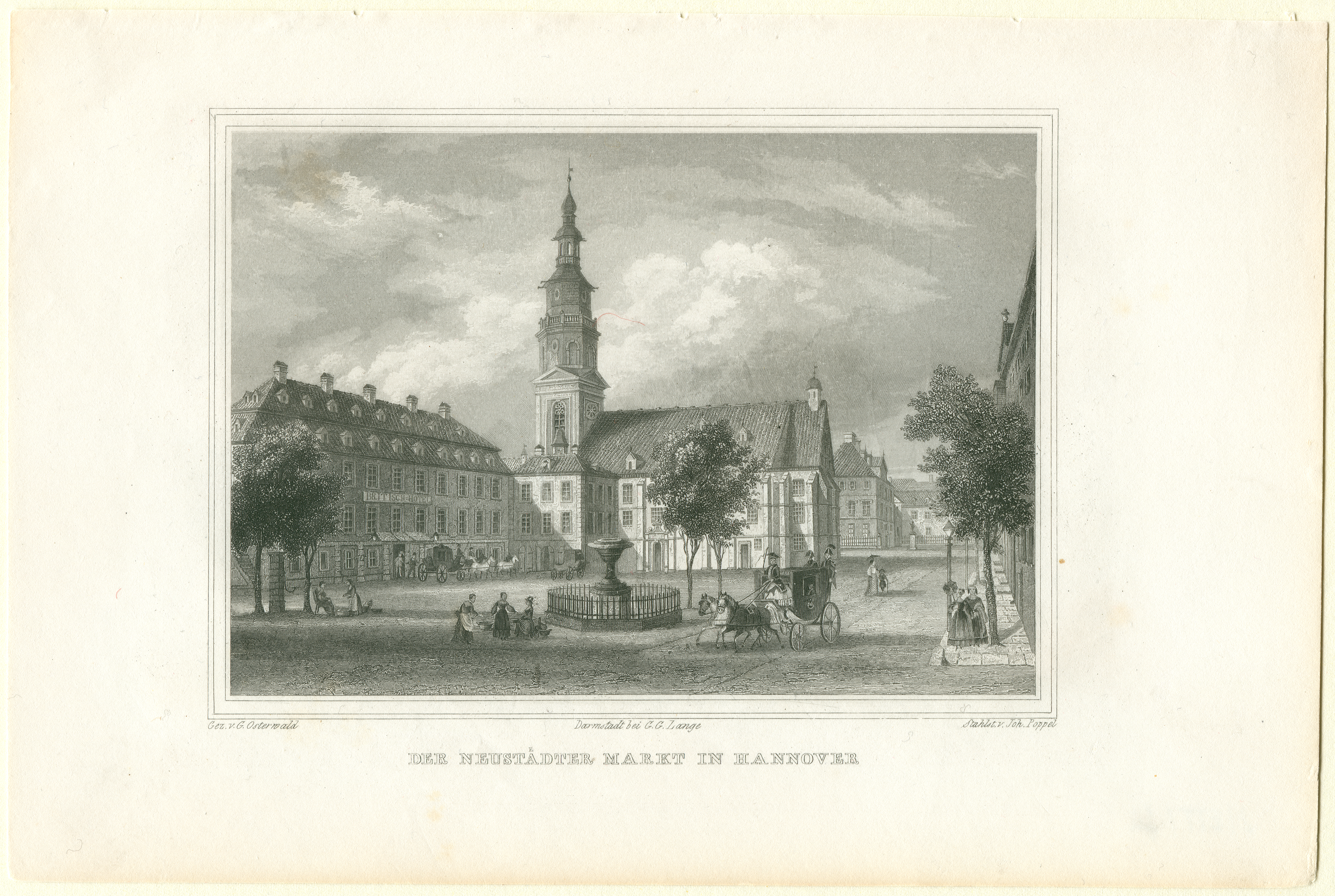
La Neustädter Kirche, iglesia parroquial luterana en Hannover (1850)

La Iglesia estatal del Reino de Hannover era luterana, con el rey como summus episcopus (gobernador supremo de la Iglesia luterana). Los consistorios regionales supervisaron la Iglesia y el clero.
En 1848 se introdujo en las parroquias luteranas la estructura de presbiterios (Kirchenvorstände), elegidos por los principales feligreses varones. Presidían cada congregación en cooperación con el pastor, siendo este el único presidente. La introducción de los presbiterios modificó la estructura jerárquica de la Iglesia luterana. En 1864 Carl Lichtenberg, ministro de Educación, Cultura y Asuntos Religiosos de Hannover (1862-65), persuadió a la Asamblea Estatal para aprobar una nueva ley sobre la constitución de la Iglesia luterana. La constitución proporcionó un sínodo estatal (Landessynode). Pero su primera sesión solo se materializó en 1869, después de la anexión prusiana de 1866 del Reino de Hannover.
El reino también mantenía algunas minorías calvinistas. En 1848 la nueva ley de Hannover también preveía presbiterios en estas parroquias calvinistas, que se ajustaban exactamente a la estructura presbiteriana del calvinismo.
Los católicos formaron una minoría en general, pero constituían mayorías regionales en los antiguos principados espicopales. Por las anexiones de 1803 y 1814, Hannover se había convertido en un estado de tres denominaciones cristianas. En 1824 el monarca y la Santa Sede acordaron integrar las parroquias de la diáspora que estaban ubicadas en áreas predominantemente protestantes, hasta entonces supervisadas por el Vicariato Católico Apostólico de las Misiones Nórdicas, en las diócesis existentes de los antiguos principados episcopales.